# Sharon Presley
Sharon Presley (Estados Unidos, 23 de marzo de 1943-31 de octubre de 2022) fue una liberal libertaria, anarcocapitalista, feminista individualista, escritora, activista y profesora de psicología estadounidense. A través de los años se ha destacado por su participación en conferencias y eventos libertarios.

## Biografía
Fue uno de los cofundadores de la primera organización libertaria nacional del nuevo movimiento libertario, la Alianza de Activistas Libertarios, en 1966 en Berkeley, California. En 1972, fue cofundadora, con John Muller, de la influyente librería anarquista-liberal Laissez Faire Books. Fue uno de los miembros fundadores de la Asociación de Feministas Libertarias en 1976 y sirvió como su coordinadora nacional de 1976 a 1985 y luego nuevamente desde 2004 hasta la actualidad. En 1992, fundó Resources for Independent Thinking, una organización apartidista y sin fines de lucro para la promoción de herramientas educativas para el pensamiento crítico e independiente, es su directora ejecutiva.
En 1981 recibió su PhD en psicología social, actualmente da clases en la California State University de East Bay con cursos sobre psicología social y evolutiva de la mujer y sobre pensamiento crítico. Presley es también coautora de Exquisite Rebel: The Essays of Voltairine de Cleyre, publicado en 2005 por SUNY Press, que ha sido el más relevante trabajo de investigación realizado sobre Voltairine de Cleyre. 